# Mercyful Fate
Mercyful Fate – duński zespół heavymetalowy, powstały w 1981 roku w Kopenhadze. Muzyka Mercyful Fate to urozmaicony heavy metal, oparty na melodyjnych partiach gitary prowadzącej i głosie wokalisty Kinga Diamonda sięgającego falsetu. W tekstach nawiązywał do takich zagadnień jak satanizm, zło, okultyzm czy Mity Cthulhu. Do 1999 roku ukazało się siedem albumów studyjnych zespołu, pozytywnie ocenianych zarówno przez fanów, jak i krytyków muzycznych.
We wczesnych latach 80. XX wieku zespół był inspiracją dla szeregu zespołów heavymetalowych, a także wywarł wpływ na rozwój gatunku black metal. Po wydaniu ostatniego dotychczas albumu pt. 9 zespół wstrzymał działalność. Aktywność artystyczna duńskiej kapeli została wznowiona w 2022 roku.

## Historia
Zespół powstał w 1981 roku w Kopenhadze z inicjatywy gitarzysty Hanka Shermanna, który występował poprzednio w Brats i wokalisty Kinga Diamonda, który występował z Black Rose. Tego samego roku zespół wydał cztery dema. Wkrótce potem Diamond i Shermann do współpracy zaprosili gitarzystę Mike’a Dennera, basistę Timiego Hansena i perkusistę Kima Ruzza. Natomiast rok później został wydany minialbum pt. Mercyful Fate. W 1983 roku ukazał się pierwszy album grupy zatytułoway Melissa. W 1984 roku ukazała się płyta Don’t Break the Oath. Po nagraniach zespół wyruszył w trasę koncertową po Stanach Zjednoczonych wraz z brytyjskim zespołem Motörhead. Po zakończonej trasie w 1985 roku zespół został rozwiązany w wyniku nieporozumień. Tego samego roku King Diamond założył zespół sygnowany własnym pseudonimem.
W 1992 roku zespół Mercyful Fate wznowił działalność bez Kima Ruzza w składzie, którego zastąpił Snowy Shaw. W nowym składzie został zarejestrowany album zatytułowany In the Shadows. W ramach promocji wydawnictwa został zrealizowany teledysk do utworu Egypt. Rok później ukazał się minialbum The Bell Witch, na którym zawarto kilka nowych i starych utworów, także w wersjach koncertowych. Tego samego roku do zespołu dołączył basista Sharlee D’Angelo, który zastąpił Hansena. W nowym składzie również w 1994 roku ukazał się album Time. Do pochodzących z albumu utworów Nightmare Be Thy Name i The Witches Dance zostały zrealizowane teledyski. Wkrótce z zespołu odszedł Snowy Shaw, którego zastąpił Bjarne Thomas Holm. W 1996 roku ukazał się album Into the Unknown. W ramach promocji zrealizowano również teledysk do utworu The Uninvited Guest. Jest to ostatni materiał nagrany z gitarzystą Michaelem Dennerem, który po ukończeniu prac nad płytą opuścił grupę. Na jego miejsce przyjęty został Mike Wead. W 1998 roku został wydany szósty album Mercyful Fate zatytułowany Dead Again oraz promujący go teledysk do utworu The Night.
Rok później ukazał się siódmy album grupy pt. 9. Płyta została nagrana w studiu Nomad Recordings we współpracy z producentem muzycznym Sterlingiem Winfieldem. Wkrótce potem działalność zespołu została zawieszona. King Diamond skupił się na działalności w swym zespole. Basista Sharlee D’Angelo czynnie występuje w melodic deathmetalowej grupie Arch Enemy. Gitarzysta Mike Wead od 2007 roku występuje w death metalowym zespole Kryptillusion. Natomiast Hank Shermann założył grupę Force of Evil.
W 2019 roku ogłoszono, że Mercyful Fate wznowi działalność. Zapowiedziano trasę po Europie, a także nową muzykę. Z uwagi na wybuch pandemii covid-19, zaplanowana na 2020 rok trasa musiała zostać przełożona. Tym samym duńska ikona heavy metalu powróciła na scenę dopiero w 2022 roku. Skład zespołu objął niemalże wszystkich muzyków, którzy stanowili go w momencie zawieszenia działalności Mercyful Fate, z wyjątkiem w postaci basisty – Sharlee D’Angelo został zastąpiony przez Joeya Verę (znanego z Armored Saint). W ramach letniego tournée wystąpiła na wielu festiwalach w Europie oraz Wielkiej Brytanii, natomiast jesienią można było oglądać ją w Stanach Zjednoczonych oraz Ameryce Południowej. Repertuar prezentowany podczas koncertów składał się wyłącznie z klasycznych kompozycji pochodzących z trzech pierwszych wydawnictw Mercyful Fate, aczkolwiek zaprezentowano także nowy utwór, The Jackal of Salzburg, traktujący o słynnych procesach o czary w Salzburgu.
Obecnie trwają prace nad pierwszym od 1999 roku albumem studyjnym zespołu. W najbliższym czasie prawdopodobnie ukaże się znany już z koncertów The Jackal of Salzburg.

## Muzycy
Źródło:.
Obecny skład zespołu
- King Diamond – śpiew (1981-1985, od 1993)
- Rene „Hank Shermann” Krolmark – gitara elektryczna (1981-1985, od 1993)
- Mikael „Mike Wead” Wikström – gitara elektryczna (od 1996)
- Bjarne Thomas „Bob Lance” Holm – perkusja (od 1994)
- Becky Baldwin – bass (od 2024)

Byli członkowie zespołu
- Michael Denner – gitara elektryczna (1982-1985, 1993-1996)
- Carsten Van Der Volsing – gitara elektryczna (1981)
- Benny Petersen – gitara elektryczna (1981)
- Timi „Grabber” Hansen – gitara basowa (1981-1985, 1993-1994)
- Jan Musen – perkusja (1981)
- Nick „Old” Smith – perkusja (1981)
- Ole Frausing – perkusja
- Kim Ruzz – perkusja (1982-1985)
- Morten Nielsen – perkusja
- Snowy Shaw – perkusja (1993-1994)
- Sharlee D’Angelo – gitara basowa (od 1994)
- Joey Vera – gitara basowa (od 2022)

## Dyskografia
Źródło:.
|  | Albumy studyjne - Melissa (1983, Roadrunner/Megaforce) - Don’t Break the Oath (1984, Roadrunner/Combat) - In the Shadows (1993, Metal Blade) - Time (1994, Metal Blade) - Into the Unknown (1996, Metal Blade) - Dead Again (1998, Metal Blade) - 9 (1999, Metal Blade) Single - Black Masses (1983, Music For Nations) - Egypt (1993, Metal Blade) - Evil (2009) Kompilacje różnych wykonawców - A Tribute to Judas Priest: Legends of Metal (1996, Century Media Records) Minialbumy - Mercyful Fate (1982, Rave-On) - The Bell Witch (1994, Metal Blade) Dema - Demo 1 (1981, wydanie własne) - Demo 2 (1981, wydanie własne) - Demo 3 (1981, wydanie własne) - Burning the Cross (1981, wydanie własne) Kompilacje - The Beginning (1987, Roadrunner Records) - Return of the Vampire (1992, Roadrunner Records) - A Dangerous Meeting (1992, Split, Roadrunner Records) - The Best of Mercyful Fate (2003, Roadrunner Records) |